# Wolfgang Seel
Wolfgang Seel (ur. 21 czerwca 1948 w Kirkel) – niemiecki piłkarz występujący na pozycji pomocnika lub napastnika.

## Kariera klubowa
Seel zawodową karierę rozpoczynał w klubie 1. FC Saarbrücken. Grał tam w latach 1966–1971. W 1971 roku trafił do pierwszoligowego 1. FC Kaiserslautern. W Bundeslidze zadebiutował 14 sierpnia 1971 w wygranym 1:0 meczu z Borussią Mönchengladbach. 21 sierpnia 1971 w zremisowanym 2:2 spotkaniu z Werderem Brema strzelił pierwszego gola w trakcie gry w Bundeslidze. W 1972 roku dotarł z klubem do finału Pucharu Niemiec, jednak przegrał tam 0:5 z FC Schalke 04.
W 1973 roku Seel odszedł do innego pierwszoligowego zespołu - Fortuny Düsseldorf. Pierwszy ligowy mecz zaliczył tam 11 sierpnia 1973 przeciwko Bayernowi Monachium (1:3). W tamtym pojedynku zdobył także bramkę. W 1974 roku zajął z klubem 3. miejsce w lidze. W 1979 roku dotarł z klubem do finału Pucharu Zdobywców Pucharów, ale Fortuna uległa tam po rzutach karnych FC Barcelonie. W tym samym roku, a także rok później zdobył z zespołem Puchar Niemiec.
W 1982 roku powrócił do 1. FC Saarbrücken, grającego w Regionallidze. W 1983 roku awansował z klubem do 2. Bundesligi, a w 1985 do Bundesligi. W 1986 roku Seel zakończył karierę.

## Kariera reprezentacyjna
W reprezentacji Niemiec Seel zadebiutował 4 września 1974 w wygranym 2:1 towarzyskim meczu ze Szwajcarią. Do 1977 roku w kadrze zagrał 7 razy.